# Бідюк Петро Іванович
Бідюк Петро Іванович — український вчений, професор, доктор технічних наук, професор кафедри математичних методів системного аналізу Навчально-наукового комплексу «Інститут прикладного системного аналізу» КПІ ім. Ігоря Сікорського.

## Життєпис
- 1972 — закінчив Київський політехнічний інститут.
- Кандидатська дисертація — «Система мікропроцесорного управління блоком кристалізаторів у виробництві парафінів» (1986).
- Докторська дисертація — «Ідентифікація та управління великими космічними конструкціями» (1996).
- 1981 — старший наукового співробітника кафедри технічної кібернетики у Київському політехнічному інституті.

## Громадська діяльність
Активно співпрацює з міжнародними науковими товариствами «Нелінійний аналіз в економіці та фінансах», «Людський фактор та ергономіка», «Товариство дослідників байєсівських методів аналізу даних».
Учасник міжнародних конференцій і семінарів з автоматичного керування, оптимального оцінювання параметрів і станів динамічних систем, що проходять у Польщі (Технічний університет, Зелена Гура [Архівовано 25 жовтня 2017 у Wayback Machine.]), США (Міжнародний університет Флориди, Джексонвілл) та ін.
Співпрацює з міжнародними науковими товариствами «Нелінійний аналіз в економіці та фінансах», «Людський фактор та ергономіка», «Товариство дослідників байєсівських методів аналізу даних». Він активний учасник міжнародних конференцій і семінарів із статистичної обробки даних, оптимального оцінювання параметрів і станів динамічних систем, що проходять у Польщі, США, Нідерландах.

## Наукова діяльність
Наукова діяльність пов'язана із розвитком теорії, методів і алгоритмів математичного моделювання, адаптивного й оптимального керування технологічними процесами і технічними системами.
Створив наукову школу в галузі моделювання і статистичного прогнозування нелінійних нестаціонарних процесів різної природи.
На основі теорії системного і статистичного аналізу розробив навчальні курси: «Математичне моделювання економіки перехідного періоду», «Статистичні методи прогнозування фінансових процесів», «Байєсівські мережі».
Роботи, які виконувалися вченим та його учнями на базі ІПСА, згруповані за двома напрямами: «Фундаментальні методи моделювання, аналізу, синтезу та оптимізації складних просторових конструкцій» та «Прикладні інтелектуальні комп'ютерні технології дослідження складних процесів і систем». Вони об'єднані єдиною методологією дослідження, що включає в себе створення високорозвинених конструктивних засобів математичного та комп'ютерного моделювання, розробку нових ефективних методів оптимізації структури та параметрів складних процесів і систем, створення сучасних високоінтелектуальних інформаційних технологій.
За першим напрямом досліджень вперше створено методологію побудови математичних моделей процесів та систем, що спрямована на оптимізацію проектування, моделювання, формування рівнянь руху, керування, оцінювання параметрів і станів об'єктів з урахуванням експериментальних і статистичних даних. Розроблено теорію математичного моделювання, оптимальної фільтрації та оптимального керування елементами великих космічних конструкцій з нелінійними характеристиками, а також нові підходи і методи моделювання систем з елементами штучного інтелекту.
За другим напрямом розроблено прикладні засоби побудови єдиного математичного інформаційного інструментарію для всебічного і повного дослідження фізичних процесів і прикладних явищ, який включає низку методів відбору, розпізнавання, класифікації, побудови архітектури програмно-технічних засобів і математичних моделей для створення на цій основі високоефективних спеціалізованих і проблемно-орієнтованих інформаційно-аналітичних систем реального часу.
Ці дослідження знайшли конкретне застосування. Результати розв'язання задач структурно-параметричної ідентифікації та синтезу систем керування для просторових космічних конструкцій впроваджено в системах наземних натурних випробувань елементів космічних конструкцій, в системах імітаційного моделювання орбітального руху космічних апаратів спеціального призначення — для синтезу систем керування маневром, орієнтацією та заглушування коливань. Результати ймовірнісно-статистичного моделювання впроваджено в банківській системі України для розв'язання задач оцінювання кредитоспроможності позичальників, в системах технічної діагностики електрообладнання малих і середніх суден річкового флоту України, в системах коротко- і середньострокового прогнозування процесів фінансово-економічного та екологічного характеру.
Активно займається теоретичними і прикладними дослідженнями з математичного моделювання нелінійних нестаціонарних процесів у різних галузях, методами статистичного аналізу даних, адаптивного прогнозування, автоматичного керування технологічними процесами, технічними системами. Він залучає до роботи студентів та аспірантів, результати досліджень використовує в навчальних програмах з прикладної статистики, аналізу часових рядів, проектування комп'ютерних інформаційних систем, моделювання економіки перехідного періоду.
Підготував 22 кандидатів та одного доктора наук. Поряд з ним працюють його вихованці — кандидати технічних наук Олександр Терентьєв (саме він, будучи аспірантом, брав участь у роботах, удостоєних нині Держпремії), Наталія Кузнєцова, Максим Коновалюк та ін.
Теперішні напрями наукової діяльності: створення нових методів структурно-параметричної ідентифікації нелінійних нестаціонарних процесів довільної природи; розвиток і практичне застосування теорії ймовірнісного моделювання об'єктів і процесів з невизначеностями структурного, параметричного і статистичного характеру; прикладний аналіз фінансових ризиків з використанням методів класичної і байєсівської статистики; розроблення і реалізація інформаційних систем підтримки прийняття рішень на основі сучасних методів обробки даних, математичного моделювання, прогнозування та прийняття рішень.

## Нагороди та відзнаки
- Лауреат державної премії з науки і техніки 2016 р. за серію робіт «Методи оптимізації та комп'ютерні технології для моделювання і керування інформаційними процесами й системами»[2].
- Лауреат конкурсу «Викладач-дослідник» (5 разів поспіль)[3].
- Міжнародна відзнака «Nelson Butters Award» (США) за кращу наукову публікацію 2005 р.[4]

## Праці
Автор 370 наукових праць, 5-ти монографій, 3-х навчальних посібників і 15 винаходів.
- Терентьєв О. М. Застосування SPI-методу для формування ймовірнісного висновку в мережах Байєса [Архівовано 19 жовтня 2017 у Wayback Machine.] / О. М. Терентьєв, П. І. Бидюк // Математичне та програмне забезпечення інтелектуальних систем: збірник наукових праць за матеріалами V міжнародної наукової-практичної конференції (MPZIS-2007), 2007 р. 14-16 листопада, м. Дніпропетровськ. – Дніпропетровськ: ДНУ, 2007. – Бібліогр.: 1 назва.
- Оцінювання кредитоспроможності фізичних осіб за допомогою дерев рішень [Архівовано 19 жовтня 2017 у Wayback Machine.] / О. М. Терентьєв, П. І. Бідюк, А. С. Гасанов, А. В. Басараб, К. О. Свердел // Математичне та програмне забезпечення інтелектуальних систем: збірник наукових праць за матеріалами VI міжнародної науково-практичної конференції (MPZIS-2008), 2008 р. 12-14 листопада, м. Дніпропетровськ. – Дніпропетровськ: ДНУ, 2008. – Бібліогр.: 1 назва.
- Порівняння методів інтелектуального аналізу даних при оцінюванні кредитоспроможності фізичних осіб [Архівовано 19 жовтня 2017 у Wayback Machine.] / О. М. Терентьєв, П. І. Бідюк, О. В. Миронова, М. Ю. Медін // Проблемы управления и інформатики: международный научно — технический журнал. – Київ, 2009. – Бібліогр.: 5 назв.
- Метод розподілу ресурсів між проектами [Архівовано 25 жовтня 2017 у Wayback Machine.] / С. Ф. Теленик, П. І. Бідюк, О. А. Амонс, К. О. Крижова // Вісник НТУУ «КПІ». Інформатика, управління та обчислювальна техніка: збірник наукових праць. – 2008. – № 48. – С. 33–40. – Бібліогр.: 9 назв.
- Бідюк П. І. Ймовірнісне прогнозування процесів ціноутворення на фондових ринках [Архівовано 25 жовтня 2017 у Wayback Machine.] / П. І. Бідюк, А. В. Федоров // Системні дослідження та інформаційні технології: науково-технічний журнал.  2009. – № 1. – С. 65–73. – Бібліогр.: 11 назв.
- Терентьев А. Н. Алгоритм вероятностного вывода в байесовских сетях [Архівовано 19 жовтня 2017 у Wayback Machine.] / А. Н. Терентьев, П. И. Бидюк, Л. А. Коршевнюк // Системні дослідження та інформаційні технології: науково-технічний журнал. – 2009. – № 2. – С. 107—111. – Бібліогр.: 7 назв.
- Бідюк П. І. Бідюк, П. І. Класифікація кредитоспроможності фізичних осіб за допомогою методів інтелектуального аналізу даних [Архівовано 25 жовтня 2017 у Wayback Machine.] / П. І. Бідюк, О. М. Терентьєв, К. О. Свердел // Интеллектуальные системы принятия решений и проблемы вычислительного интеллекта: сборник научных трудов по материалам международной конференции (ISDMCI 2009), 2009 г. 18 мая-22 мая, г. Евпатория. – Херсон: ПП В. С. Вишемирский, 2009. – С. 231—235. – Бібліогр.: 5 назв.
- Прогнозування темпів приросту ВІЛ/СНІД хворих в Україні на 2016 рік з використанням методів регресійного аналізу [Архівовано 20 жовтня 2017 у Wayback Machine.] / Д.  Колбасюк, П. І. Бідюк, О. М. Терентьєв, О. Шумейко // Інтелектуальні системи прийняття рішень і проблеми обчислювального інтелекту: збірник наукових праць за матеріалами міжнародної конференції (ISDMCI 2010), 2010 г. 17-21 травня, г. Євпаторія. – Херсон: ХНТУ, 2010. – С. 80-82. – Бібліогр.: 2 назви.
- Бідюк П. I. Класифікація кредитоспроможності фізичних осіб за допомогою теорії дерев рішень та методу Монте-Карло [Архівовано 20 жовтня 2017 у Wayback Machine.] / П. І. Бідюк, О. М. Терентьєв, О. Миронова // Інтелектуальні системи прийняття рішень і проблеми обчислювального інтелекту: збірник наукових праць за матеріалами міжнародної конференції (ISDMCI 2010), 2010 г. 17-21 травня, г. Євпаторія. – Херсон: ХНТУ, 2010. – С. 326—329. – Бібліогр.: 7 назв.
- Кузнєцова Н. В. Інформаційна технологія аналізу фінансових даних на основі інтегрованого методу [Архівовано 25 жовтня 2017 у Wayback Machine.] / Н. В. Кузнєцова, П. І. Бідюк // Системні дослідження та інформаційні технології: науково-технічний журнал. – 2011. – № 1. – С. 22–33. – Бібліогр.: 6 назв.
- Бідюк П. I. Система підтримки прийняття рішень для аналізу фінансових даних [Архівовано 20 жовтня 2017 у Wayback Machine.] / П. І. Бідюк, Н. В. Кузнєцова, О. М. Терентьєв // Наукові вісті НТУУ «КПІ»: міжнародний науково-технічний журнал, 2011. – № 1. – С. 48-61. – Бібліогр.: 9 назв.
- Бідюк, П. I. Підтримка розв'язання слабкоструктурованих задач в органах державної влади [Архівовано 20 жовтня 2017 у Wayback Machine.] / П. I. Бідюк, Л. О. Коршевнюк, О. М. Терентьєв // Системний аналіз та інформаційні технології: матеріали 14-ї Міжнародної науково-технічної конференції SAIT 2012, м. Київ, 24 квітня 2012 р. – Київ, 2012. – С. 169—170.
- Аналіз інвестиційних і соціально-економічних процесів методами моделювання обмежених множин багатовимірних даних [Архівовано 19 жовтня 2017 у Wayback Machine.] / О. М. Терентьєв, П. І. Бідюк, Л. О. Коршевнюк, Т. І. Просянкіна-Жарова // Наукові вісті НТУУ «КПІ»: міжнародний науково-технічний журнал. – 2012. – № 12. – С. 87-93. – Бібліогр.: 8 назв.
- Бідюк, П. I. Прикладна статистика [Архівовано 20 жовтня 2017 у Wayback Machine.] [Електронний ресурс]: навчальний посібник / П. І. Бідюк, О. М. Терентьєв, Т. І. Просянкіна-Жарова. – Електронні текстові дані (1 файл: 4,14 Мбайт). – Вінниця: ПП «ТД» Едельвейс і К", 2013. – 304с. – Назва з екрана.

Методика побудови математичних моделей динамічних процесів [Архівовано 19 жовтня 2017 у Wayback Machine.] / Л. О. Коршевнюк, О. М. Терентьєв, П. I. Бідюк // Системний аналіз та інформаційні технології: матеріали 15-ї Міжнародної науково-технічної конференції SAIT 2013, Київ, 27–31 травня 2013 р. – Київ, 2013. – С. 288—289. – Бібліогр.: 2 назви.
- Бідюк П. І. Моделі і методи прикладної статистики [Архівовано 25 жовтня 2017 у Wayback Machine.] Електронний ресурс: навчальний посібник / П. І. Бідюк, Л. О. Коршевнюк, Н. В. Кузнєцова ; НТУУ «КПІ». – Електронні текстові дані (1 файл: 4,95 Мбайт) . – Київ: НТУУ «КПІ», 2014. – 722 c. – Назва з екрана.
- Бідюк П. І. Оптимізація стратегій перестрахування з використанням системи підтримки прийняття рішень [Архівовано 25 жовтня 2017 у Wayback Machine.] / П. І. Бідюк, О. А. Кожухівська, В. Ю. Поліщук // Наукові вісті НТУУ «КПІ» . – 2014. . № 5(97) . – С. 46–54.  Бібліогр.: 7 назв.
- Бідюк П. І. П. І. Оцінювання узагальнених лінійних моделей за байєсівським підходом в актуарному моделюванні [Архівовано 25 жовтня 2017 у Wayback Machine.] / П. І. Бідюк, С. В. Трухан // Наукові вісті НТУУ «КПІ»: науково-технічний журнал. – 2014. – № 6(98) . – С. 49–55. – Бібліогр.: 10 назв.
- Matsuki Y. Empirical investigation of the theory of production function, with the data of alloy production in Ukraine [Архівовано 25 жовтня 2017 у Wayback Machine.] / Y. Matsuki, P. Bidyuk, V. Kozyrev // Системні дослідження та інформаційні технології: науково-технічний журнал. – 2014. – № 2. – С. 29–39. – Бібліогр.: 1 назва.
- Bidyuk P. I. Short-Term Forecasting of Macroeconomic Processes with Regression and Probabilistic Models [Архівовано 25 жовтня 2017 у Wayback Machine.] / P. I. Bidyuk, O. M. Trofymchuk, I. V. Karayuz // Наукові вісті НТУУ «КПІ»: науково-технічний журнал. – 2015. – № 6(104) . – С. 7–15. – Бібліогр.: 10 назв.
- Байєсівські мережі в системах підтримки прийняття рішень [Архівовано 19 жовтня 2017 у Wayback Machine.] [Електронний ресурс]: навчальний посібник / М. З. Згуровський, П. І. Бідюк, О. М. Терентьєв, Т. І. Просянкіна-Жарова ; НТУУ «КПІ» . – Електронні текстові дані (1 файл: 2,73 Мбайт). – Київ: ТОВ "Видавниче Підприємство «Едельвейс», 2015. − 300 с.  Назва з екрана.
- Kuznietsova N. V. [Business Intelligence Techniques for Missing Data Imputations] / N. V. Kuznietsova, P. I. Bidyuk // Наукові вісті НТУУ «КПІ»: науково-технічний журнал. – 2015. – № 5(103) . – С. 47–56. – Бібліогр.: 8 назв.
- Загірська І. О. Сценарне моделювання передачі радіонуклідів з ґрунту в рослини за допомогою динамічної мережі Байєса [Архівовано 25 жовтня 2017 у Wayback Machine.] / І. О. Загірська, Д. К. Левін, П. І. Бідюк // Наукові вісті НТУУ «КПІ»: науково-технічний журнал. – 2015. – № 1(99) . – С. 20–28. – Бібліогр.: 19 назв.
- Karayuz І. V. Forecasting consumer price index in Ukraine with regression models and adaptive Kalman filter [Архівовано 25 жовтня 2017 у Wayback Machine.] / І. V. Karayuz, P. I. Bidyuk // Системні дослідження та інформаційні технології: міжнародний науково-технічний журнал. – 2015. – № 4. – С. 32–38. – Бібліогр.: 5 назв.
- Expected effect of environmental investment on market share of oil company [Архівовано 25 жовтня 2017 у Wayback Machine.] / Y. Matsuki, P. .Bidyuk, V. J. Danylov, K. I. Yevtushenko // Системні дослідження та інформаційні технології: міжнародний науково-технічний журнал. – 2015. – № 3. – С. 84–96. – Бібліогр.: 2 назви.
- Панкратова, Н. Д. Інформаційна система для моделювання та оцінювання фінансових операційних ризиків за допомогою байєсівської мережі [Архівовано 25 жовтня 2017 у Wayback Machine.] / Н. Д. Панкратова, П. І. Бідюк, М. Г. Рубець // Системні дослідження та інформаційні технології: міжнародний науково-технічний журнал. – 2015. – № 3. – С. 7–19. – Бібліогр.: 13 назв.
- Bidyuk P. I. Systemic approach to forecasting [Архівовано 25 жовтня 2017 у Wayback Machine.] / P. I. Bidyuk, O. M. Trofymchuk, O. P. Bidiuk // Наукові вісті НТУУ «КПІ»: науково-технічний журнал. – 2015. – № 2(100) . – С. 19–28. – Бібліогр.: 10 назв.
- Бакун С. А. Методика побудови скорингових карт із використанням платформ SAS [Архівовано 25 жовтня 2017 у Wayback Machine.] / С. А. Бакун, П. І. Бідюк // Наукові вісті НТУУ «КПІ»: науково-технічний журнал. – 2016. – № 2(106). – С. 23–32. – Бібліогр.: 10 назв.
- Згуровський М. З. Методика застосування теорії екстремальних значень для аналізу даних [Архівовано 2 лютого 2017 у Wayback Machine.] / М. З. Згуровський, С. В. Трухан, П. І. Бідюк // Наукові вісті НТУУ «КПІ»: науково-технічний журнал. – 2016. – № 1(105. – С. 47–57. – Бібліогр.: 13 назв.
- Терентьєв О. М. Використання засобів текстової аналітики як інструменту оптимізації підтримки прийняття рішень у задачах розробки планів соціально-економічного розвитку України [Архівовано 20 жовтня 2017 у Wayback Machine.] / О. М. Терентьєв, Т. І. Просянкіна-Жарова, П. І. Бідюк // Реєстрація зберігання та обробка даних: науковий журнал. – 2016. – Т. 18. – № 3. – С. 75-86. – Бібліогр.: 22 назви.
- Matsuki Y. Analysis of the nuclear reactor core of Chernobyl power plant for 5 seconds before explosion with the three-dimensional spherical space [Архівовано 25 жовтня 2017 у Wayback Machine.] / Y. Matsuki, P. I. Bidyuk // Системні дослідження та інформаційні технології: міжнародний науково-технічний журнал.  2016. – № 4. – С. 88–94. – Бібліогр.: 3 назви.
- Matsuki Y. Empirical analysis of Chernobyl nuclear reactor core for 5 seconds before the explosion [Архівовано 25 жовтня 2017 у Wayback Machine.] / Yoshio Matsuki, Petro. I. Bidyuk // Системні дослідження та інформаційні технології: міжнародний науково-технічний журнал. – 2016. – № 3. – С. 33–41. – Бібліогр.: 2 назви.
- Processing Uncertainties in Modeling Nonstationary Time Series Using Decision Support Systems [Архівовано 25 жовтня 2017 у Wayback Machine.] / P. I. Bidyuk, O. M. Trofymchuk, O. P. Gozhyj, O.  P. Bidiuk // Наукові вісті НТУУ «КПІ»: науково-технічний журнал. – 2016. – № 5(109. – С. 24–36. – Бібліогр.: 17 назв.
- Дубініна С. В. Застосування методів інтелектуального аналізу даних до розв'язання задач актуарного моделювання та оцінювання фінансових ризиків [Архівовано 25 жовтня 2017 у Wayback Machine.] / С. В. Дубініна, П. І. Бідюк // Системні дослідження та інформаційні технології: міжнародний науково-технічний журнал. – 2017. – № 1. – С. 49–64. – Бібліогр.: 13 назв.
- Данилов В. Я. Оцінювання кредитних ризиків методами інтелектуального аналізу даних [Архівовано 25 жовтня 2017 у Wayback Machine.] / В. .Данилов, О. Л. Жиров, П. І. Бідюк // Системні дослідження та інформаційні технології: міжнародний науково-технічний журнал. – 2017. – № 1. – С. 33–48. – Бібліогр.: 9 назв.
- Інформаційні технології, системний аналіз та керування [Архівовано 19 жовтня 2017 у Wayback Machine.] / П. І. Бідюк, О. М. Терентьєв, Т. І. Просянкіна-Жарова, В. В. Ефендієв // Наукові вісті НТУУ «КПІ»: міжнародний науково-технічний журнал. – 2017. – № 1. – С. 24-36. – Бібліогр.: 19 назв.
- Методи заповнення пропусків даних у задачах прогнозного моделювання соціально-економічних процесів [Архівовано 19 жовтня 2017 у Wayback Machine.] / П. І. Бідюк, О. М. Терентьєв, Т. І. Просянкіна-Жарова // Інтелектуальні системи прийняття рішень та проблеми обчислювального інтелекту: матеріали міжнародної наукової конференції (ISDMCI-2017). – Херсон, ПП Вишемирський В. – C. 185—187. – Бібліогр.: 2 назви.
- Застосування інструментів SAS BASE для дослідження ефективності методів обробки пропусків у вибірках даних з метою підвищення якості прогнозування показників продовольчої безпеки країни [Архівовано 19 жовтня 2017 у Wayback Machine.] / П. I. Бідюк, О. М. Терентьєв, Т. I. Просянкіна-Жарова, В. В. Савастьянов // System analysis and information technology: 19-th International conference SAIT 2017, Kyiv, Ukraine, May 22 — 25, 2017 : proceedings. – Kyiv: ESC «IASA» NTUU Igor Sikorsky Kyiv Polytechnic Institute, 2017. – pp. 253–254.
- Бідюк П. І. [Застосування методики адаптивного моделювання для прогнозування нелінійних нестаціонарних фінансових процесів] / П. І. Бідюк, Т. І. Просянкіна-Жарова, О. М. Терентьєв // Розбудова економічної освіти та формування основ фінансової грамотності молоді — основа розвитку громадського суспільства та становлення економіки знань: матеріали Міжнародної науково-практичної конференції, 29-30 вересня 2017 року, м. Київ. – Київ: Інститут обдарованої дитини НАПН України, 2017. – С. 41-43. – Бібліогр.: 6 назв.